# Ecnomiohyla echinata
La rana arbórea de pliegue oaxaqueña (Ecnomiohyla echinata) es una especie de anfibios de la familia Hylidae. Es endémica de Oaxaca (México).
Sus hábitats naturales son los montanos secos y los ríos. Está amenazada de extinción por la destrucción de su hábitat natural.
Científicos han los visto solamente entre 1200 y 1500 metros sobre el nivel del mar y solamente en la Sierra de Juárez en Oaxaca.